# John J. Jacob
John J. Jacob (Green Springs, 9 dicembre 1829 – 24 novembre 1893) è stato un politico statunitense.

## Biografia
John J. Jacob è stato un politico democratico originario della contea di Hampshire, West Virginia. Jacob è stato il quarto governatore dello stato del West Virginia, carica che ricoprì per due mandati; venne inoltre eletto per la house of delegates del West Virginia per la contea di Hampshire nel 1868 e per la contea di Ohio nel 1893.